# Vuelo 6289 de Air Algerie
El Vuelo 6289 de Air Algérie (AH6289) fue un vuelo nacional argelino de pasajeros desde el Aeropuerto de Tamanrasset - Aguenar - Hadj Bey Akhamok, Tamanrasset hacia el  Aeropuerto Internacional Houari Boumedienne, Argel, operado por la aerolínea nacional argelina Air Algérie. El 6 de marzo de 2003, el Boeing 737-2T4 que operaba el vuelo, se estrelló cerca de la carretera Transahariana poco después de despegar de Tamanrasset, falleciendo 96 de los 97 pasajeros y los 6 miembros de la tripulación. En el momento del accidente, fue el desastre aéreo más mortífero en suelo argelino.

## Antecedentes

### Avion

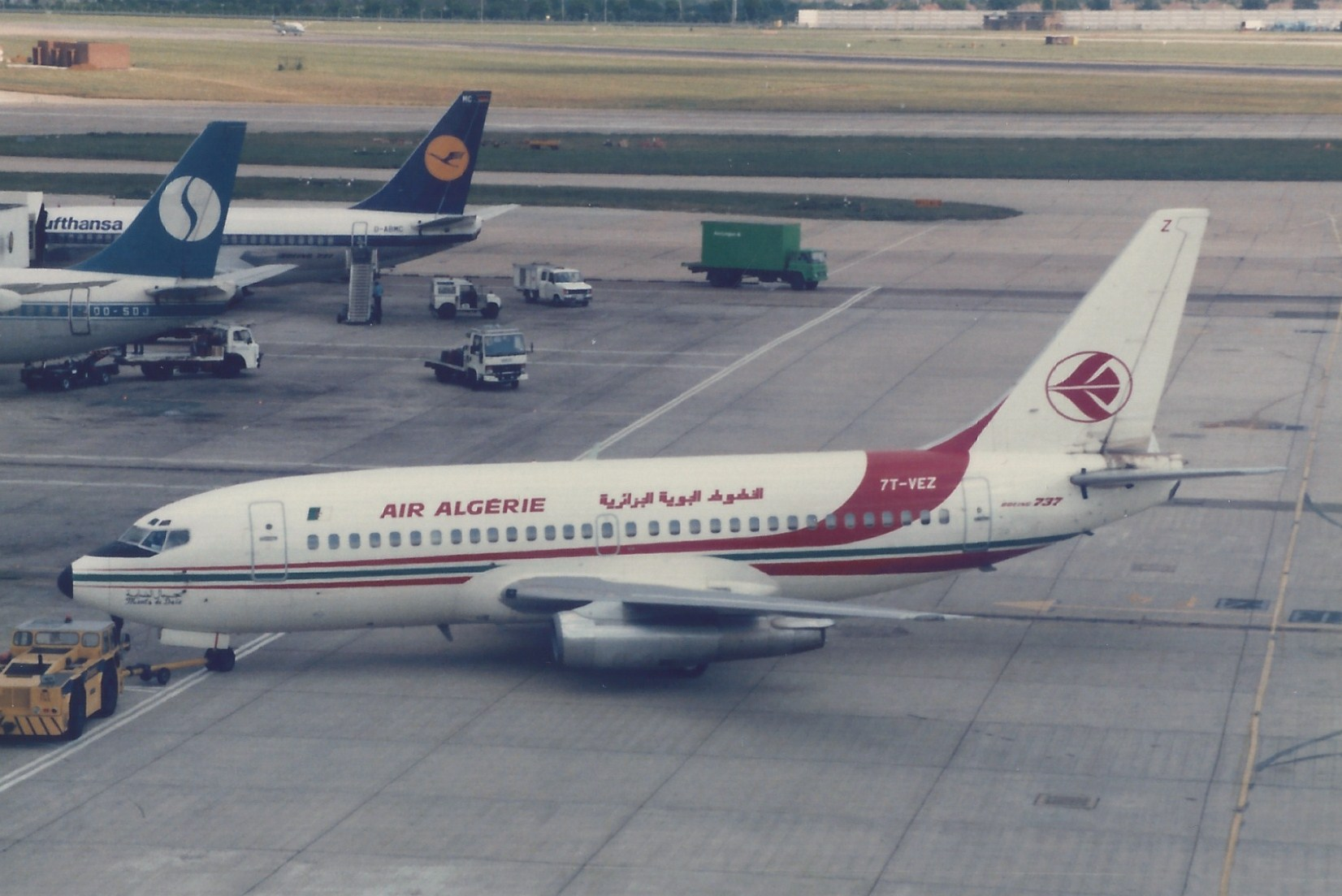
El avión involucrado en el accidente fotografiado en julio de 1985. Al fondo se ve un Boeing 737-230 operado por Lufthansa y un Boeing 737-200 operado por Sabena.

El avión era un Boeing 737-2T4 de 20 años y 9 meses con un número de serie de fabricante de 22700. Nombrado como Monts de Daïa (Montañas de Daïa) con un registro argelino de 7T-VEZ, el avión estaba equipado con dos motores Pratt & Whitney JT8D-17A. La aeronave entró en servicio el 9 de diciembre de 1983 y había volado durante más de 40.000 horas. 
Según los registros de mantenimiento, la aeronave se mantuvo de acuerdo con el manual de mantenimiento escrito. La última revisión importante se realizó de octubre a noviembre de 2002. El motor izquierdo se instaló en 2002 y el motor derecho se instaló en 2001. El motor izquierdo y el motor derecho acumularon un total de 30 586 horas de vuelo y 22 884 horas de vuelo, respectivamente.

### Pasajeros y tripulación
El avión transportaba 97 pasajeros. La mayoría de los que iban a bordo eran argelinos. Las autoridades indicaron que entre los 97 pasajeros, un total de 39 pasajeros habrían desembarcado en Argel y otros 58 se dirigían a Ghardaia. Inicialmente se pensó que al menos 7 ciudadanos franceses estaban a bordo del vuelo. Posteriormente, el número se redujo a 6. Entre los pasajeros había 14 miembros del equipo de fútbol Mouloudia d'Adriane, que se dirigían a Ghardaia para la clasificación regional de la Liga Uno de Argelia.
Había 6 miembros de la tripulación a bordo, consistía en 2 tripulantes de vuelo y 4 tripulantes de cabina. El capitán, Boualem Benaouicha, de 48 años, había acumulado un total de 10.760 horas de experiencia de vuelo, incluidas 1.087 horas en el Boeing 737-200 como capitán. Había obtenido su licencia para volar un Boeing 737 en 2001. El copiloto, identificado como Yousfi Fátima de 44 años, había acumulado un total de 5219 horas de vuelo, incluidas 1292 horas en el Boeing 737 -200. Según el periódico francés argelino Liberté, ella era la hija de un exministro de energía y asuntos exteriores de Argelia.

## Accidente
Durante el despegue en la pista 02 del aeropuerto de Tamanrasset Aguenar, el motor izquierdo sufrió una explosión contenida. Un estallido claro fue oído tras la rotación, y el avión se escoró hacia la izquierda. El capitán tomó entonces los controles. El avión perdió velocidad, entró en pérdida y se estrelló, con el tren de aterrizaje todavía extendido, a unos 1.645 metros del punto de despegue.

## Pasajeros
| Nacionalidad   | Pasajeros | Tripulación | Total |
| -------------- | --------- | ----------- | ----- |
| Argelia        | 78        | 6           | 84    |
| Argentina      | 10        | 0           | 10    |
| Francia        | 9         | 0           | 9     |
| México         | 7         | 0           | 7     |
| Canadá         | 5         | 0           | 5     |
| Estados Unidos | 5         | 0           | 5     |
| Países Bajos   | 3         | 0           | 3     |
| Australia      | 2         | 0           | 2     |
| Alemania       | 1         | 0           | 1     |
| Italia         | 1         | 0           | 1     |
| Japón          | 1         | 0           | 1     |
| España         | 1         | 0           | 1     |
| Reino Unido    | 1         | 0           | 1     |
| Suecia         | 1         | 0           | 1     |
| Total          | 97        | 6           | 103   |